# Tekken: Bloodline
Tekken: Bloodline è un anime d'azione del 2022 basato sulla serie di videogiochi Tekken della Bandai Namco Entertainment. La serie adatta liberamente gli eventi del videogioco del 1997 Tekken 3 e segue il giovane combattente Jin Kazama nella sua ricerca per sconfiggere Ogre, la creatura che ha ucciso sua madre Jun. La ricerca di Jin lo porta ad essere addestrato a rintracciare Ogre dal suo violento nonno Heihachi Mishima, che sta ospitando un torneo di combattimento chiamato King of Iron Fist. Lo spettacolo è stato presentato in anteprima su Netflix il 18 agosto 2022, per un totale di sei episodi.
La serie è stata prodotta come una storia di formazione di Jin, qualcosa che il direttore della serie di giochi Katsuhiro Harada ha voluto sottolineare, dal momento che Tekken 3 non ha evidenziato il passato di Jin. È stato diretto da Yoshikazu Miyao, che ha voluto mostrare adeguatamente la tragica storia di Jin.
La serie ha ricevuto risposte contrastanti a causa della sua breve durata, fornendo poco tempo sullo schermo alla maggior parte dei personaggi oltre a Jin e enfatizzando invece le scene di combattimento. Anche lo stile e la qualità dell'animazione dello show sono stati messi in discussione.

## Trama
Jin Kazama è un giovane artista marziale che vive con la madre pacifista, Jun Kazama, sull'isola di Yakushima. Un giorno, l'antico demone Ogre attacca la loro casa, portando alla morte di Jun. Seguendo le istruzioni date nelle sue ultime parole, Jin incontra suo nonno, un uomo d'affari e artista marziale di nome Heihachi Mishima. Heihachi si interessa a Jin e lo addestra nel più violento stile Mishima di arti marziali al fine di vendicare Jun, istruendo Jin ad abbandonare i metodi pacifisti dello stile Kazama. Dopo quattro anni di allenamento, Heihachi inizia il torneo King of Iron Fist in cui Jin gareggerà per pescare Ogre.
Dopo il suo arrivo a Cusco per il torneo, Jin scopre che suo padre è Kazuya Mishima, un artista marziale con il potere del Diavolo. Heihachi ha ucciso Kazuya nel torneo precedente per impedirgli di rovinare il mondo. Jin ereditò il Gene del Diavolo da suo padre, che attirò Ogre a casa sua. Nel torneo King of Iron Fist, Jin è in conflitto per il suo stile violento dopo aver rotto una gamba dei suoi rivali. Per il match successivo, Jin abbandona i valori di Mishima e fa amicizia con un'altra combattente e compagna di liceo, Ling Xiaoyu, che gli ricorda i metodi di sua madre, oltre a guadagnarsi un'amichevole rivalità con Hwoarang. Fa anche amicizia con Julia Chang e il veterano del torneo, Paul Phoenix. Ora in pace, Jin vince il torneo. Arrabbiato per il pacifismo di Jin, Heihachi sfida Jin per dimostrare di essere il vincitore del torneo, ma la loro lotta viene interrotta dal risveglio di Ogre. Jin riesce a sconfiggere Ogre con l'aiuto di Xiaoyu, Hwoarang, Paul e Julia, ma viene ucciso da Heihachi in seguito quando viene rivelato che Heihachi temeva che sarebbe diventato come suo padre. Jin trova sua madre sulla strada per l'aldilà, ma il suo Devil Gene lo risveglia e lo fa rivivere in una forma demoniaca con ali piumate nere. Jin sottomette facilmente Heihachi e quasi lo uccide. Mentre le suppliche di Xiaoyu e Hwoarang raggiungono le sue orecchie, Jin vola via verso un punto sconosciuto.

## Episodi
| Nº | Titolo italiano Giapponese 「Kanji」 - Rōmaji | In onda        | In onda        |
| Nº | Titolo italiano Giapponese 「Kanji」 - Rōmaji | Giapponese     | Italiano       |
| 1  | Episodio 1 「第1話」 - Dai 1-wa               | 18 agosto 2022 | 18 agosto 2022 |
| 2  | Episodio 2 「第2話」 - Dai 2-wa               | 18 agosto 2022 | 18 agosto 2022 |
| 3  | Episodio 3 「第3話」 - Dai 3-wa               | 18 agosto 2022 | 18 agosto 2022 |
| 4  | Episodio 4 「第4話」 - Dai 4-wa               | 18 agosto 2022 | 18 agosto 2022 |
| 5  | Episodio 5 「第5話」 - Dai 5-wa               | 18 agosto 2022 | 18 agosto 2022 |
| 6  | Episodio 6 「第6話」 - Dai 6-wa               | 18 agosto 2022 | 18 agosto 2022 |

## Personaggi
| Personaggi         | Doppiatore giapponese | Doppiatore inglese  | Doppiaggio italiano        |
| ------------------ | --------------------- | ------------------- | -------------------------- |
| Jin Kazama         | Isshin Chiba          | Kaiji Tang          | Ezio Vivolo                |
| Jun Kazama         | Mamiko Noto           | Vivian Lu           | Francesca Bielli           |
| Heihachi Mishima   | Taiten Kusunoki       | S. Hiroshi Watanabe | Luca Graziani              |
| Kazuya Mishima     | Masanori Shinohara    | Eliot               | Claudio Moneta             |
| Hwoarang           | Toshiyuki Morikawa    | Todd Haberkorn      | Andrea Colombo Giardinelli |
| Ling Xiaoyu        | Maaya Sakamoto        | Faye Mata           | Laura Valastro             |
| Paul Phoenix       | Hōchū Ōtsuka          | Prezzo Jamieson     | Diego Baldoin              |
| Julia Chang        | Seiko Yoshida         | Jeannie Tirado      | Martina Tamburello         |
| Nina Williams      | Yumi Tōma             | Erika Harlacher     | Martina Tamburello         |
| Ganryu             | Hidenari Ugaki        | Conte Baylon        | -                          |
| Leroy Smith        | Yasuhiro Kikuchi      | Krizz Kaliko        | Giorgio Bonino             |
| King               | Masayuki Hirai        | Leandro Cano        | -                          |
| Ogre               | –                     | Bill Butts          | Mario Zucca                |
| Dott. Bosconovitch | –                     | Jamieson Price      | -                          |
| Akiko Miura        | Mariya Ise            | Judy Alice Lee      | -                          |

## Produzione e distribuzione
Il 19 marzo 2022, Netflix ha annunciato che avrebbe distribuito la serie il 18 agosto 2022. La serie è stata creata come omaggio al terzo titolo della serie Tekken, Tekken 3. I produttori hanno spiegato come lo staff abbia cercato di essere fedele alla narrazione originale del franchise facendo eseguire ai personaggi diverse mosse dei giochi e utilizzando frammenti audio dei giochi. Poiché la serie è basata su Tekken 3, la storia si concentra sulle origini di Jin Kazama e sulla sua educazione sotto sua madre Jun, che non viene esplorata nel materiale originale a causa della difficoltà di narrazione attraverso i videogiochi. Di conseguenza, l'anime crea una propria storia che non era presente nei capitoli precedenti del franchise. Tutti gli episodi sono stati scritti da Gavin Hignight, mentre il regista della serie era Yoshikazu Miyao.
Il game designer Katsuhiro Harada è stato coinvolto nel progetto e ha dichiarato di aver apprezzato la storia della vita di Jin. Miyao affermò che alcune delle battaglie dello show erano difficili da animare a causa della necessità di fedeltà ai giochi originali. Ha definito la storia di Jin tragica, poiché il personaggio inizialmente innocente si sviluppa negativamente nel corso della serie e alla fine è rattristato dalla sua transizione a una forma diabolica. Poiché la maggior parte degli episodi si svolge a Cusco, in Perù, Gavin Hignight ha affermato che lo staff responsabile della serie è stato in grado di ricatturare l'atmosfera di tale paese, soprattutto quando Jin lo raggiunge.
I personaggi sono stati disegnati da Heart insieme a Satoshi Yuri. Il costume integrale di Jin era una creazione originale non presente nel gioco. Un cappuccio è stato aggiunto al costume su richiesta di Miyao. Il tema della serie coinvolge la crescita di Jin, quindi i character designer hanno creato una varietà di differenze tra i suoi due personaggi al fine di generare un maggiore contrasto visivo. Anche l'abbigliamento quotidiano di Heihachi è stato completamente ridisegnato. La musica per la serie è stata composta da Rei Kondoh, e un album di 27 tracce è stato pubblicato insieme all'anime.

## Accoglienza
La risposta iniziale ai trailer è stata positiva secondo i produttori. La serie ha ricevuto risposte positive dalla critica poiché lo scrittore Gavin Hignight è rimasto soddisfatto della recensione che la serie ha ricevuto da Yahoo!, in quanto è stata acclamata da loro come uno dei migliori adattamenti di videogiochi. Risposte simili sono state date a CBR. e Meristation che lo hanno trovato come un adattamento ben fatto e fedele di un videogioco. La narrazione di Bloodline è stata elogiata dai media per il modo in cui la narrazione offre molteplici punti di vista sulla morale di Jin, poiché è addestrato sia dalla madre pacifista che dal nonno violento. Nonostante questi elogi, la forte attenzione della serie su Jin rispetto al cast di supporto è stata criticata. Decider ha affermato che la rappresentazione dell'addestramento di Jin avrebbe dovuto essere più dinamica e ha affermato, insieme a Meristation, che solo il primo episodio è stato ben eseguito. D'altra parte, Espinof ha trovato gli episodi del King of Iron Fist Tournament più eccitanti dell'allenamento di Jin, in quanto hanno adattato la storia del videogioco in modo più fedele. Tuttavia, Espinof si è lamentato del fatto che alcuni personaggi famosi hanno troppo poco tempo sullo schermo rispetto a Jin. The Review Geek e Den of Geek hanno anche elogiato l'adattamento per essere fedele a Tekken 3 e hanno dichiarato che avrebbero voluto una serie più lunga per rappresentare più combattimenti e lo sviluppo del personaggio di Jin. La caratterizzazione di Jin è stata paragonata a quella dei protagonisti archetipici dei manga shōnen a causa della sua personalità e dei suoi poteri, e la relazione di Jin con Hwoarang era paragonabile alla tipica rivalità dello stesso genere. Da un punto di vista più negativo, Monique Thomas di Anime News Network ha elencato la serie come il peggior anime dell'estate 2022 che ha guardato per la mancanza degli elementi campy ed esagerati per cui i giochi sono noti, come i suoi combattenti animali, opinando che la serie è risultata troppo seria. Polygon criticò la maggior parte del cast per essere apparso monodimensionale con l'eccezione di Heihachi, e si lamentò del fatto che la maggior parte dei combattenti campy fossero a malapena mostrati.
L'animazione è stata criticata per l'uso massiccio di sagome di ogni personaggio e Polygon si è lamentato dei combattimenti brevi e della mancanza di realismo negli stessi. Decider definì l'animazione "lenta" e ritenne che il design dei personaggi fosse infedele ai giochi. Review Geek ha apprezzato il mix di animazione 2D e 3D, specialmente nei disegni di Jin, Xiaoyu e King. Nonostante abbia riscontrato problemi con la CGI della serie, CBR. ha trovato l'animazione generalmente accettabile. Meristation è stato positivo per quanto riguarda la gestione dei combattimenti della serie, in quanto hanno trovato i movimenti simili a quelli raffigurati nei videogiochi. La performance di Isshin Chiba nei panni di Jin è stata acclamata dai media come la sua migliore nei videogiochi mentre Vivian Lu si è distinta nel doppiaggio inglese per la sua calma interpretazione di Jun, secondo Decider. Le nuove arrivate Erika Harlacher (Nina) e Jeannie Tirado (Julia) sono state elogiate da GameRant per aver imitato bene le loro controparti giapponesi. Meristation ha anche elogiato la colonna sonora originale, che sembra essere stata ispirata dal videogioco. 